# Gemeindehaus der evangelischen Paulusgemeinde (Magdeburg)

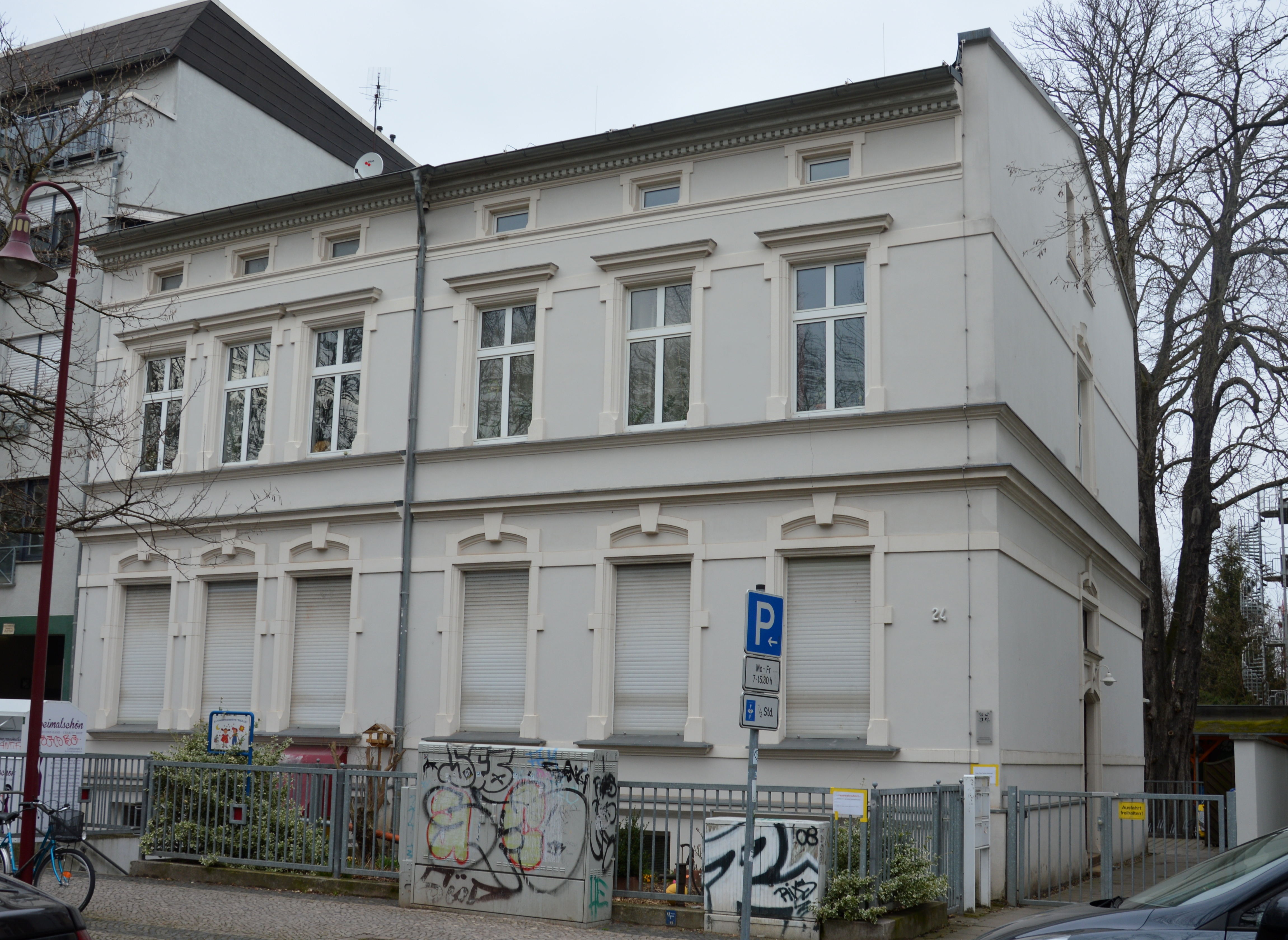
Goethestraße 24

Das Gemeindehaus der evangelischen Paulusgemeinde ist ein denkmalgeschütztes Gemeindehaus in Magdeburg in Sachsen-Anhalt.

## Lage
Es befindet sich auf der Nordseite der Goethestraße im Magdeburger Stadtteil Stadtfeld Ost an der Adresse Goethestraße 24. Das Gebäude gehört als Einzeldenkmal zum Denkmalbereich Goethestraße 22–28.

## Architektur und Geschichte
Der zweieinhalbgeschossige verputzte Bau wurde im Jahr 1896 für den Verein Kinderhort errichtet. Das im Stil der Neorenaissance gestaltete Gebäude wurde zurückhaltend mit einem profilierten Gesims und Zahnschnittfries verziert. Die westliche Hälfte der Fassade wird von einem nur flach hervortretenden Risaliten eingenommen. Das Gebäude gehört als Gemeindehaus zur Gemeinde der gegenüberliegenden evangelischen Pauluskirche. Es wird von der evangelischen Kindertagesstätte Paulus genutzt (Stand 2017).
Straßenseitig ist dem Haus ein Vorgarten vorgelagert, so dass das Gebäude etwas hinter die sonstige Straßenflucht zurückspringt.
Im örtlichen Denkmalverzeichnis ist das Gemeindehaus unter der Erfassungsnummer 094 81755 als Baudenkmal verzeichnet.
Das Gebäude gilt als Teil der Bebauung an der Goetheanlage als städtebaulich bedeutsam.